# Tectaria kouniensis
Tectaria kouniensis är en ormbunkeart som beskrevs av Garth Brownlie.
Tectaria kouniensis ingår i släktet Tectaria och familjen Tectariaceae. Inga underarter finns listade i Catalogue of Life.